# Tadarida teniotis
Tadarida teniotis là một loài động vật có vú trong họ Dơi thò đuôi, bộ Dơi. Loài này được Rafinesque mô tả năm 1814.

## Hình ảnh

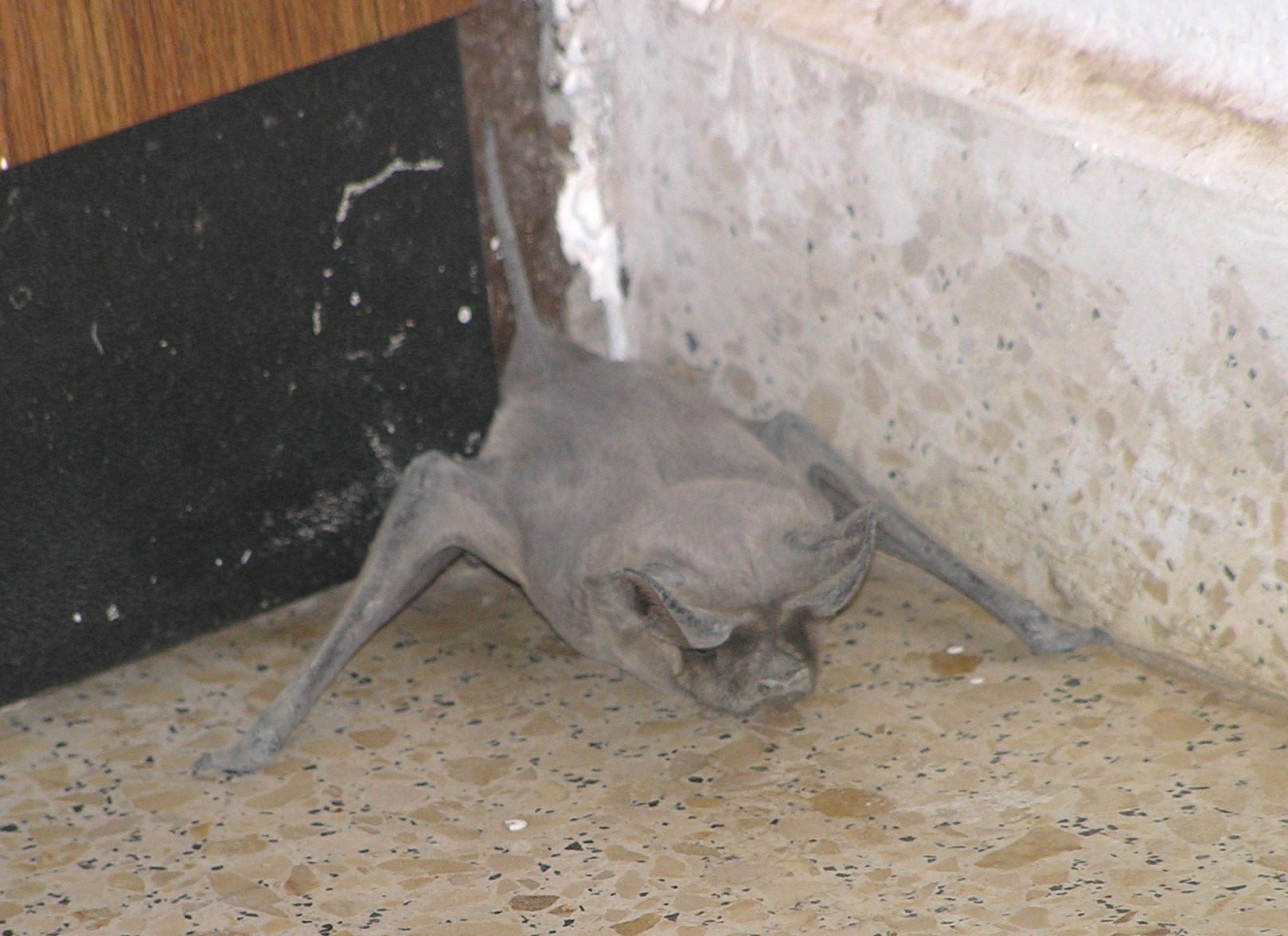
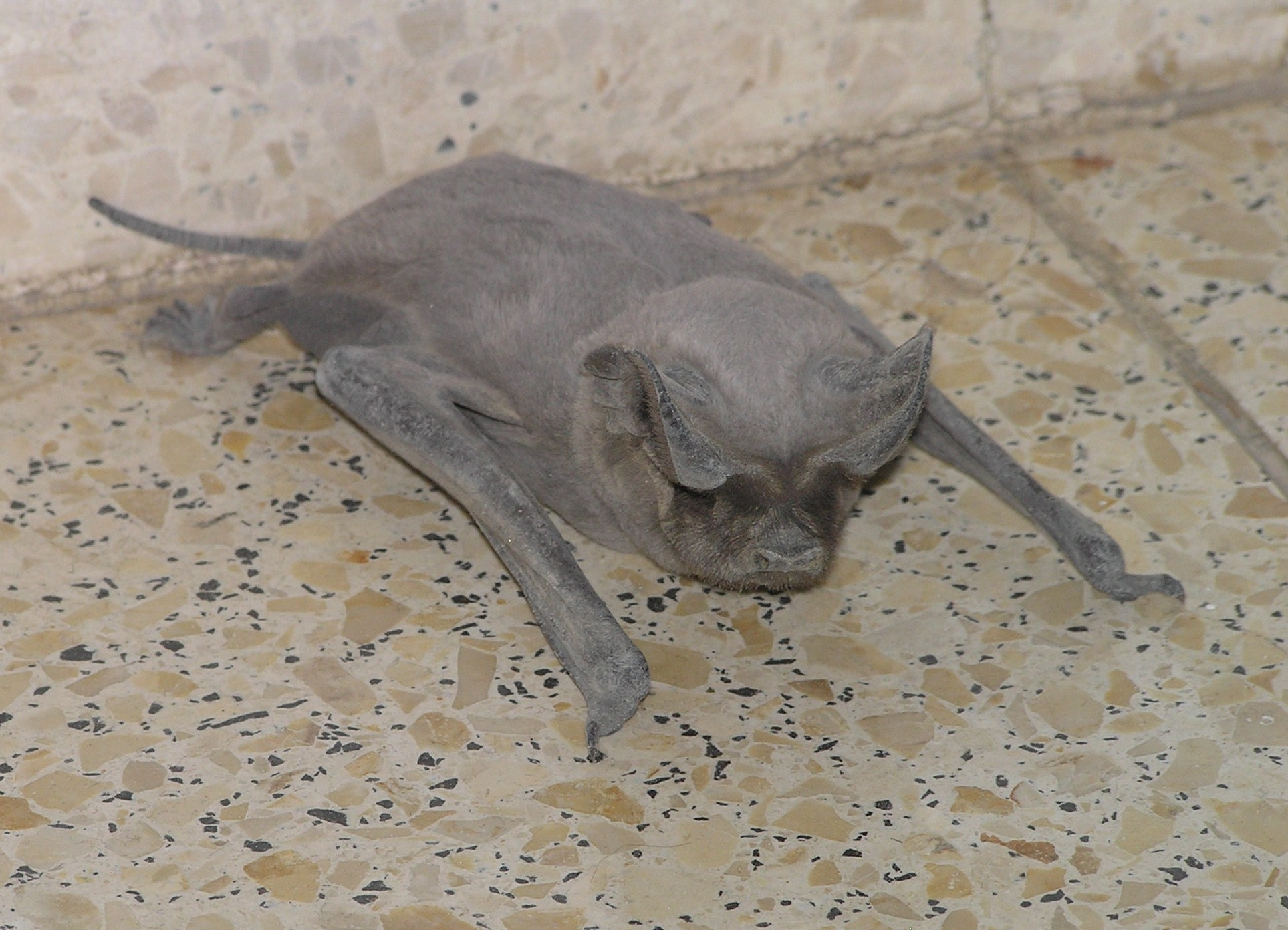
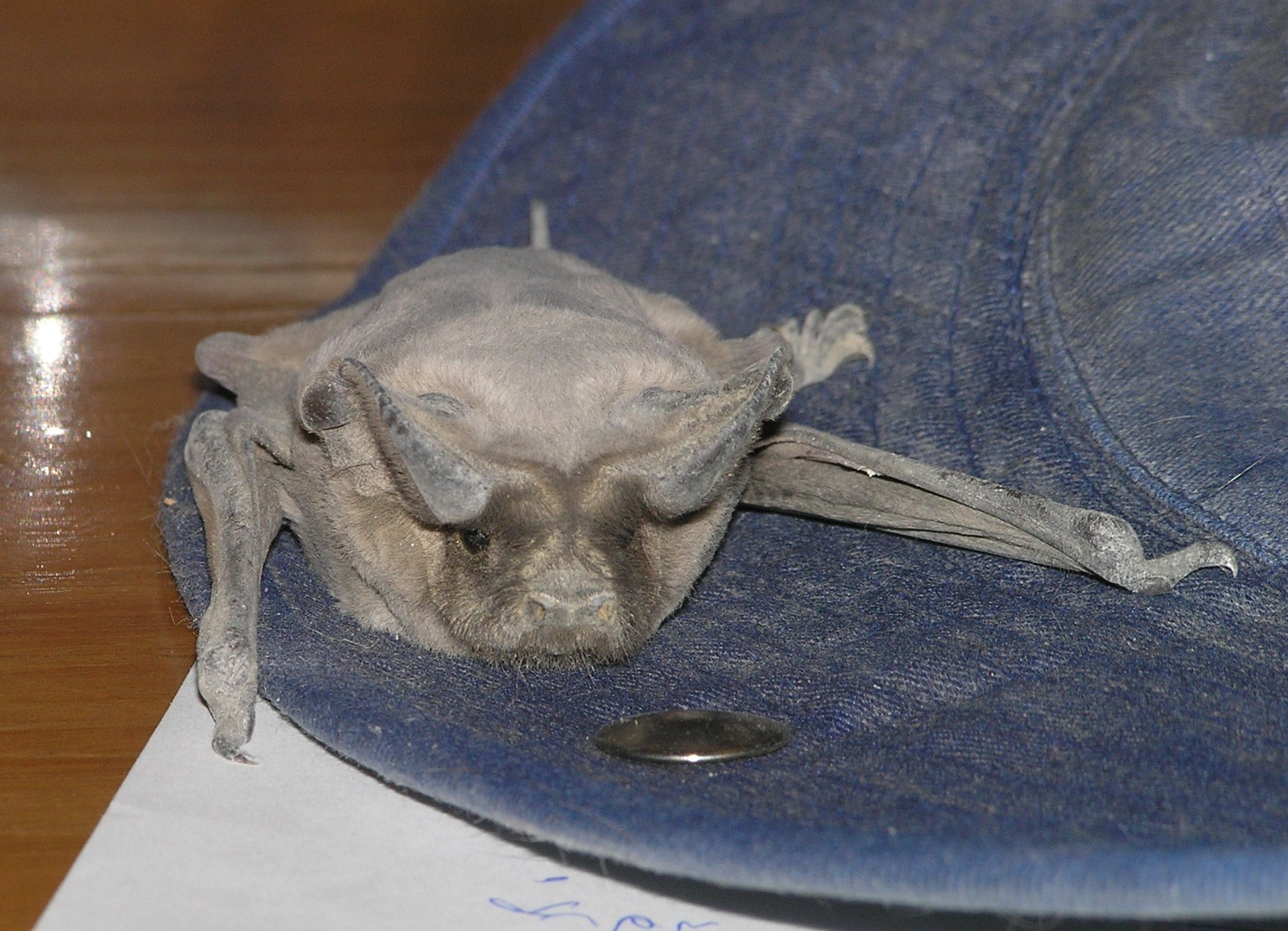
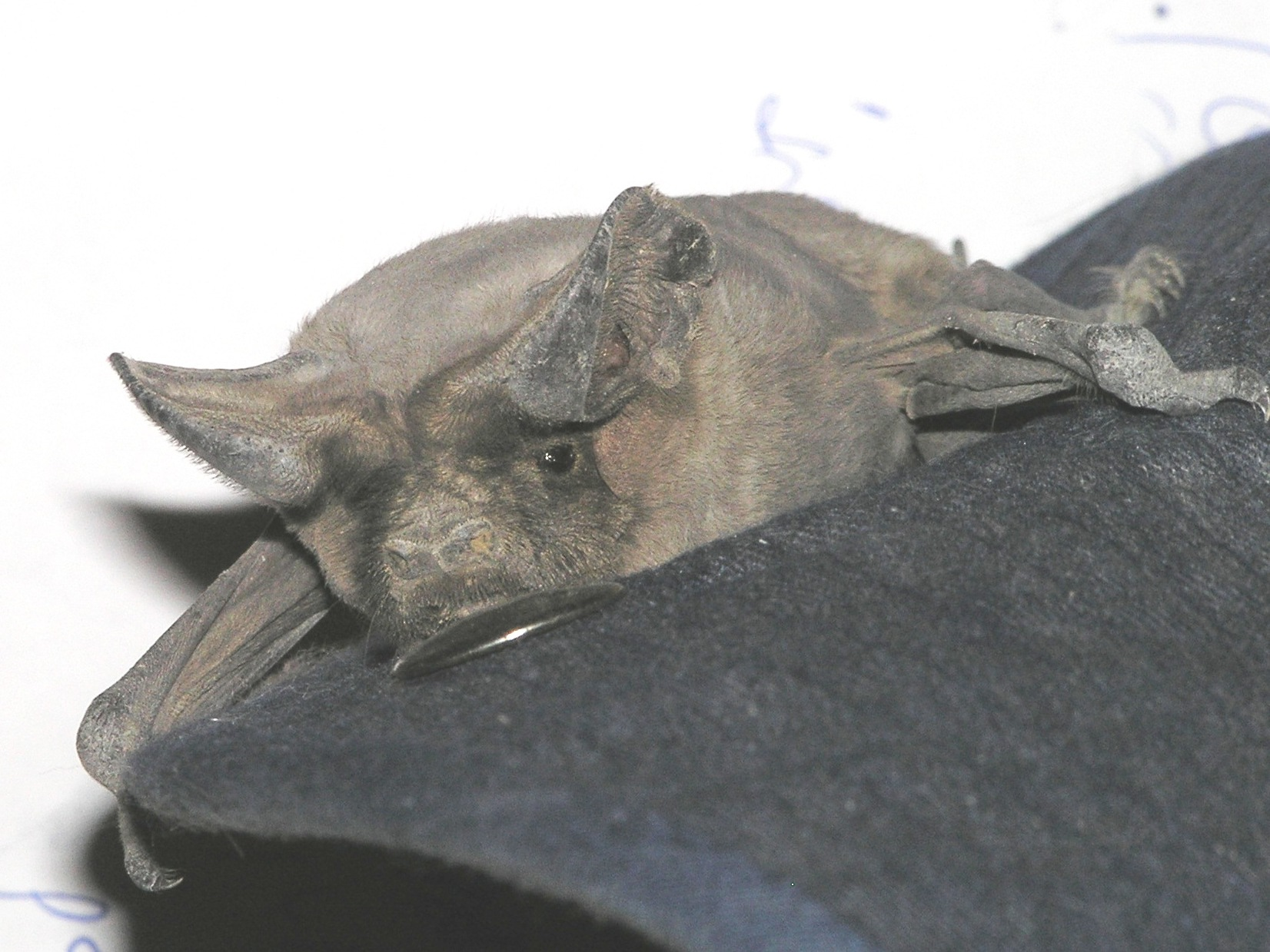